# بوب أندرسون
بوب أندرسون (بالإنجليزية: Bob Anderson)‏ (9 نوفمبر 1924 في المملكة المتحدة - 1 يناير 1994 ببرستل في المملكة المتحدة) هو لاعب كرة قدم بريطاني (وحمل سابقاً جنسية المملكة المتحدة لبريطانيا العظمى وأيرلندا) في مركز حراسة المرمى. لعب مع كريستال بالاس ونادي بريستول روفيرز ونادي بريستول سيتي ونادي ميدلزبره.